# Hibiscus ngokbanakii
Hibiscus ngokbanakii är en malvaväxtart som beskrevs av Burg. Hibiscus ngokbanakii ingår i Hibiskussläktet som ingår i familjen malvaväxter. Inga underarter finns listade i Catalogue of Life.